# GJ부
GJ부(GJ部,グッジョぶ)는 일본의 작가 아라키 신(新木 伸)이 쓴 라이트 노벨이다. 일러스트는 아루야가 담당했다. 2012년 3월부터 2013년 3월까지 본편 9권의 출간된 뒤 특별편 1권이 2013년 3월에 출간되었다. GJ부가 끝난 뒤 GJ부 중등부가 새로운 시리즈로 나온다.
일본에서는 2012년 7월에 「GJ부」의 TV 애니메이션화가 발표되었고, 2013년 1월에 방영되었다. 한국에서는 2013년 2분기에 애니플러스를 통해 방영됐다.

## 개요
GJ부는 일본의 소설가 아라키 신이 집필하고 일러스트레이터 아루야가 일러스트를 맡은 라이트노벨이다.

## 등장 인물
- 시노미야 쿄야

GJ부의 유일한 남자.바보끼가 심해 많이놀려진다.
자칭 패배평화주의자.
- 아마츠카 마오

GJ부의 부장. 아마츠카 가의 장녀.쿄야를 가장 많이
놀린다.쿄야를 자주 깨문다.
- 아마츠카 메구미

부장 아마츠카 마오의 여동생. 아마츠카 가의 차녀.
- 스메라기 시온

천재들만이 모여있다는 스메라기 가의 막내이자 장녀. 아마츠카 마오와 친하며 같이 쿄야를 놀리는 데 열중이다.
- 키라라 번슈타인

항상 고기를 먹고 있는 건장한 체격의 여고생. 고양이와 말이 통하는 듯하다.
- 칸나즈키 타마키

쿄야가 2학년이 되면서 새로 GJ부에 들어온 신입생. 밑으로 많은 남동생과 여동생들이 있는 듯하다.
- 시노미야 카스미

시노미야 쿄야의 여동생. 브라콘 끼가 보인다.
- 아마츠카 세이라

시노미야 카스미, 제랄딘 번슈타인과 친구 사이. 아마츠카 가의 막내. 항상 머리에 쓰고 있는 가면은 왠지 말도 할 수 있는 것처럼 보인다.
- 제랄딘 번슈타인

키라라 번슈타인의 여동생. 그렇지만 키라라는 양녀라 호적상으로는 제랄딘이 장녀이다.
- 모리

前 최강자. 애니메이션에서는 메이드복을 입은 모습밖에 안 나오지만 원작 라이트노벨에서의 기본 복장은 정장이다.